# カルロス・アルベルト・パレイラ
カルロス・アウベルト・ゴメス・パレイラ（Carlos Alberto Gomes Parreira、1943年2月27日 - ）は、ブラジル・リオデジャネイロ出身のサッカー監督。

## 経歴
プロ選手としての経験はなく、母国の体育大学を卒業後、1975年にブラジルのサッカークラブ・フルミネンセで指導者としての道を歩み始めた。1982年のスペインW杯でクウェート代表監督として指揮を執った。さらに1990年のイタリアW杯ではUAE代表監督を務め、1994年のアメリカW杯では母国ブラジル代表監督としてチームを優勝へ導いた。
その後、バレンシアやフェネルバフチェ、サンパウロの監督などを歴任。1998年のフランスW杯ではサウジアラビア代表監督を務めており、
2006年のドイツW杯はブラジル代表監督を務めたが個々の能力に固執しすぎて自慢の攻撃陣が機能せずベスト8に終わった。W杯終了後に次回W杯開催国の南アフリカ代表監督に就任するも2008年に癌にかかった妻の介護に専念するために辞任。2009年10月、成績不振で解任されたジョエル・サンタナの後任として南アフリカ代表監督に復帰し、南アフリカW杯の指揮を執る。
W杯で指揮を執った回数（6回）、代表監督を務めた国の数（5カ国、ボラ・ミルティノビッチとタイ）はいずれも最多である。ブラジル以外を率いての勝ちはなかなかなかったが、2010年6月22日(現地)W杯南アフリカ大会では南アフリカ代表を率いて、1次リーグ第3戦でフランス代表に2-1で勝利したが得失点差で及ばず開催国初のグループリーグ敗退に終わった。大会終了後に辞任した。

## 指導歴
- サンクリストヴァンFR 1967-1968
- アサンテ・コトコSC 1968
- ガーナ代表 1968-1975
- フルミネンセFC 1975-1976
- クウェート代表 1978-1982
- ブラジル代表 1983-1984
- フルミネンセFC 1984
- UAE代表 1984-1988
- サウジアラビア代表 1988-1990
- UAE代表 1990
- CAブラガンチーノ 1990-1991
- ブラジル代表 1991-1994
- バレンシアCF 1994-1995
- フェネルバフチェSK 1995-1996
- サンパウロFC 1996-1997
- NY/NJメトロスターズ 1997-1998
- サウジアラビア代表 1998
- フルミネンセFC 1999-2000
- アトレチコ・ミネイロ 2000-2001
- SCインテルナシオナル 2001
- SCコリンチャンス・パウリスタ 2002
- ブラジル代表 2003-2006
- 南アフリカ代表 2006-2008
- フルミネンセFC 2009
- 南アフリカ代表 2009-2010

## タイトル
すべて監督時代。

### クラブ
フルミネンセFC
- カンピオナート・ブラジレイロ・セリエA: 1984
- カンピオナート・ブラジレイロ・セリエC: 1999

フェネルバフチェSK
- ビリンジ・リギ : 1995–96

SCコリンチャンス
- コパ・ド・ブラジル : 2002

### 代表
クウェート代表
- AFCアジアカップ : 1980
- ガルフカップ : 1982

サウジアラビア代表
- AFCアジアカップ : 1988

ブラジル代表
- FIFAワールドカップ : 1994
- FIFAコンフェデレーションズカップ : 2005
- コパ・アメリカ : 2004

南アフリカ代表
- COSAFAキャッスルカップ : 2007

### 個人
- ワールドサッカー年間世界最優秀監督 : 1994
- IFFHS年間最優秀代表監督 : 2005[1]